# Slovacizare
     50–100%
     10–50%
     0–10%

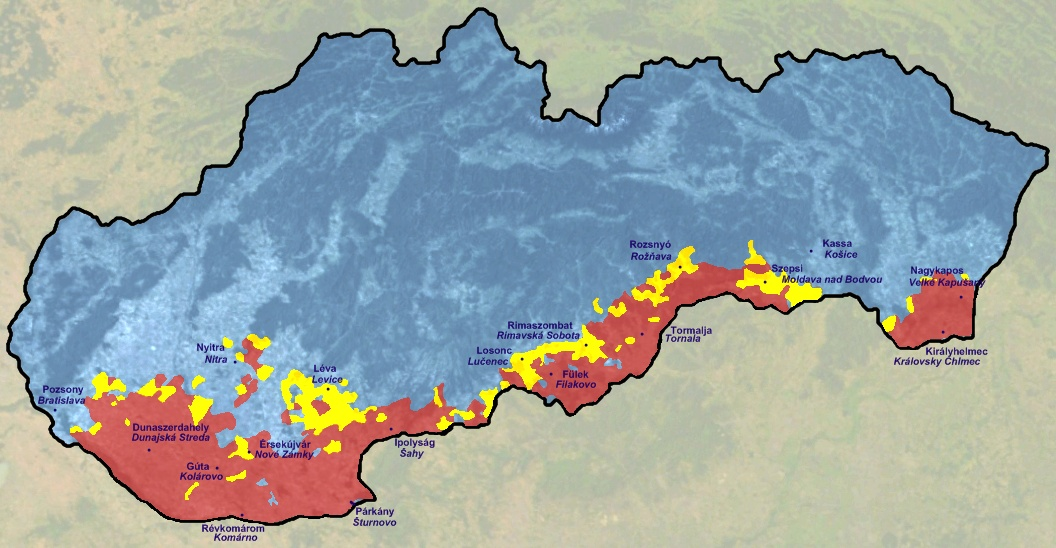
Zona aproximativă din Slovacia locuită de către etnici maghiari. Maghiarii sunt cea mai mare minoritate etnică a Slovaciei, numărând 456.154 de persoane sau 7,75% din populație (recensământul din 2021).
50–100%
10–50%
0–10%

Slovacizarea (în slovacă Slovakizácia, în maghiară Szlovákosítás) este o formă de asimilare și aculturație forțată sau voluntară, în timpul căreia cetățenii neslovaci renunță la cultura și limba lor în favoarea celei slovace. Acest proces s-a bazat cel mai mult pe intimidarea și hărțuirea din partea autorităților statului. O altă metodă de slovazare a fost relocarea artificială. În trecut, procesul a fost mult ajutat de privarea de drepturi colective pentru minorități sau de epurare etnică, dar în ultimele decenii promovarea sa a fost limitată la adoptarea de politici antiminorități și de discurs antiminorități.
Procesul în sine este limitat în mare parte la Slovacia, unde slovacii constituie majoritatea absolută prin intermediul populației și al puterii legislative. Slovacizarea este cel mai adesea utilizată în legătură cu maghiarii, care constituie cea mai importantă minoritate a Slovaciei, dar afectează și germanii, polonezii, ucrainenii, rutenii, evreii și romii.
Guvernarea lui Robert Fico încalcă adesea drepturile minorităților și este deschis hungarofobă pentru lipsa de respect față de minoritatea maghiară, și însuși Fico, în 1998, au făcut lobby pentru ca Partidul Coaliției Maghiare să nu fie lăsat să intre în parlamentul slovac, și a declarat că decretele Beneš (care au promovat încălcarea drepturilor omului și discriminarea rasială a populației maghiare și germane) sunt neschimbabile. Respectând legile, guvernul slovac ar putea face profit de milioane de euro în câțiva ani.